# Jimmy Heggarty

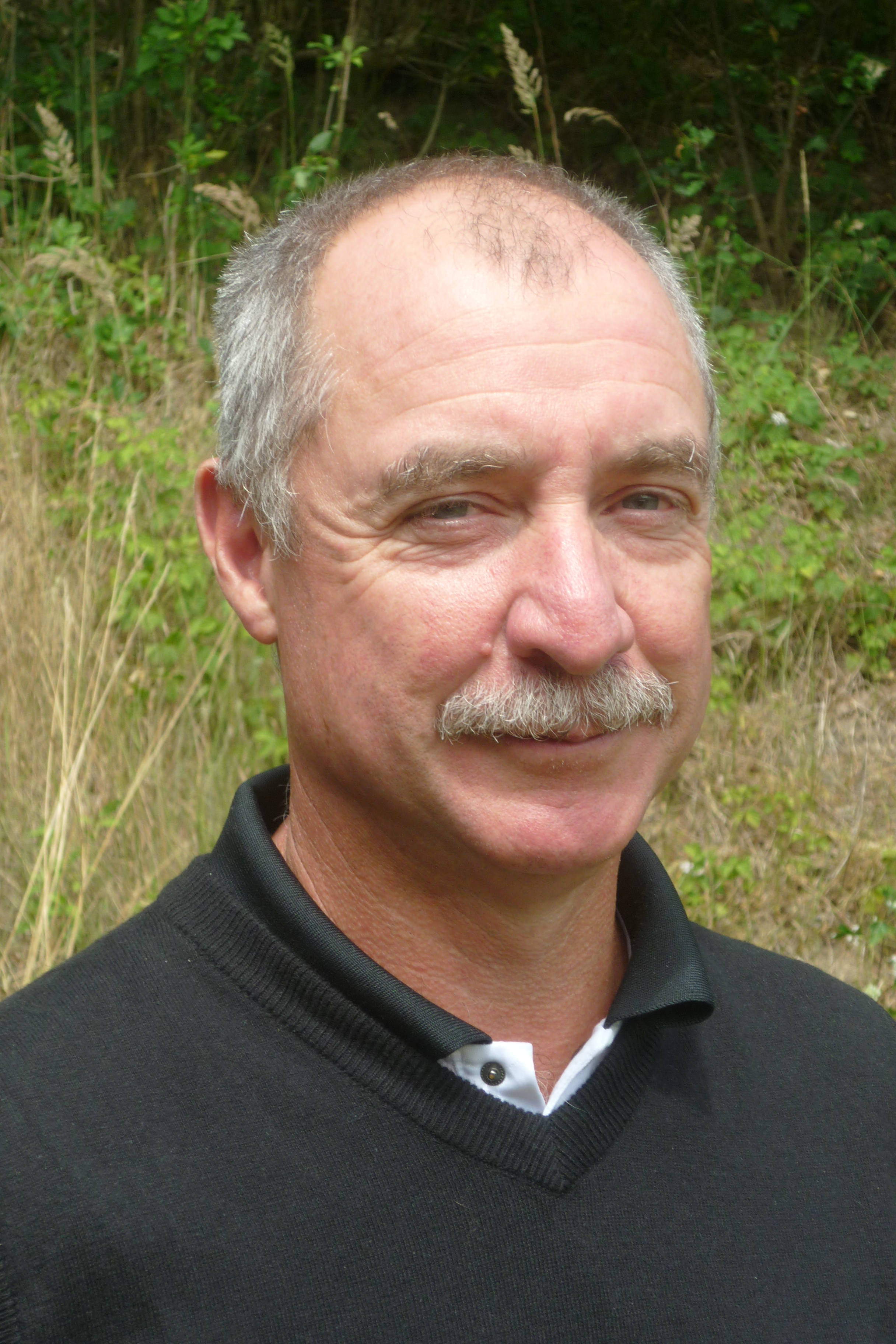
Dutch Senior Open 2010.

Robert James Heggarty (Antrim, 22 mei 1956) is een professioneel golfer uit Noord-Ierland. Hij speelt op de Europese Senior Tour.
Jimmy Heggarty werd in 1975 professional. Hij speelde onafgebroken op de Europese PGA Tour van 1976-1991, zijn beste seizoen was 1981, maar hij heeft er nooit een toernooi gewonnen.
Toen hij vijftig jaar werd moest hij zich kwalificeren voor de Senior Tour. In 2005 en 2007 behaalde hij via de Qualifying School zijn kaart, in 2008 won hij de Tourschool na een play-off tegen Bertus Smit. In 2009 eindigde hij op de tweede plaats bij de Brunei Senior Masters achter Mike Cunning.
In september 2010 zal hij meespelen in het 100ste Iers PGA Kampioenschap op de Seapoint Golf Club.

## Gewonnen
- 2008: Qualifying School